# Shirakatsi (cráter)
Shirakatsi es un cráter de impacto que se encuentra en la cara oculta de la Luna. Está unido al exterior del borde sur del cráter más grande Perepelkin, y recubre el borde noroeste de Dobrovol'skiy.
Se trata de un cráter relativamente reciente, que no ha sido erosionado significativamente por impactos posteriores. El contorno del borde está bien definido, con algunas estructuras aterrazadas en zonas de la pared interna. El suelo interior es desigual, sobre todo en el norte, donde está cubierto por un complejo de crestas. La única sección nivelada del suelo está junto a la pared interior sur. La muralla exterior de Shirakatsi ha formado un montículo de materiales sueltos en la mitad noroeste del interior de Dobrovol'skiy.

## Vistas
|  |  |  |